# Пиняев, Сергей Максимович
Серге́й Макси́мович Пиня́ев (род. 2 ноября 2004, Саратов) — российский футболист, полузащитник московского «Локомотива» и сборной России.

## Клубная карьера
Начинал заниматься футболом в саратовском «Торпедо» под руководством отца. В десятилетнем возрасте Пиняев переехал из Саратова в Москву — в школу «Локомотива» (съездил в Германию), но в клубе не было интерната для игроков его возраста.

### «Чертаново»
В том же возрасте Пиняев перешёл из «Локомотива» в академию клуба «Чертаново». Рано обратил на себя внимание специалистов и зрителей, с 2017 года несколько раз стажировался в академии «Манчестер Юнайтед». В феврале 2019 года попал в заявку основной команды «Чертаново», но продолжал играть за юношеский состав, с которым выиграл Юношескую футбольную лигу 2019/20. Дебютировал в ФНЛ в первом туре первенства 2020/21 против «Спартак-2» 1 августа 2020 года, в 15 лет став самым молодым игроком в истории первенства. На первой же минуте после выхода на замену сделал голевую передачу. За сезон отыграл за клуб 30 матчей, сперва выходя на замену, затем начиная игры в стартовом составе.

### «Крылья Советов»
По итогам дебютного сезона Пиняева «Чертаново» выбыл во второй дивизион. Летом 2021 года Сергей Пиняев был приглашён на просмотр в «Крылья Советов». В товарищеских матчах он забил 4 мяча, став лучшим бомбардиром. С 16-летним футболистом был подписан контракт на три года. 30 июля Пиняев дебютировал в РПЛ, выйдя на замену в матче 2-го тура против «Спартака». 22 сентября 2021 года он стал самым молодым автором дубля в истории Кубка России, в возрасте 16 лет и 10 месяцев забив два гола команде «Знамя» (10:0). Дебютный гол в РПЛ забил 11 декабря 2021 года в ворота казанского «Рубина».
19 июля 2022 года во время тренировки перед матчем с «Зенитом» 17-летнему Пиняеву стало плохо. Рентген выявил пневмоторакс. 22 июля 2022 года «Крылья» проиграли в Санкт-Петербурге «Зениту», а перед матчем обе команды вышли на матч в футболках в поддержку Пиняева. 17 сентября 2022 года Сергей Пиняев после матча с «Ростовом» впервые получил приз «Игрок матча». 30 октября 2022 года, за два дня до 18-летия, провёл в РПЛ первый матч без замены, против команды «Пари Нижний Новгород», и в третий раз получил приз «Игрок матча». 6 ноября 2022 года Пиняев забил свой пятый гол в чемпионатах России в возрасте 18 лет и 4 дней и установил новый рекорд турнира, превзойдя результат Дзагоева, который отметился пятым мячом в 18 лет и 96 дней. 3 декабря 2022 года сыграл в матче звёзд кубка России и забил первый (не засчитан) и победный гол.

### «Локомотив»
28 декабря 2022 года перешёл в московский «Локомотив», заключив контракт на четыре года. Дебютировал за клуб 22 февраля 2023 года в первом матче 1/4 финала Кубка России против московского «Спартака» (0:1), выйдя в стартовом составе. Первый матч за «Локомотив» в чемпионате России провёл 4 марта 2023 года в 18-м туре против «Ростова» (3:1), выйдя в стартовом составе. Первый мяч за клуб забил 11 марта 2023 года в матче 19-го тура чемпионата России против «Ахмата» (1:0), принеся победу «Локомотиву».

## Карьера в сборной

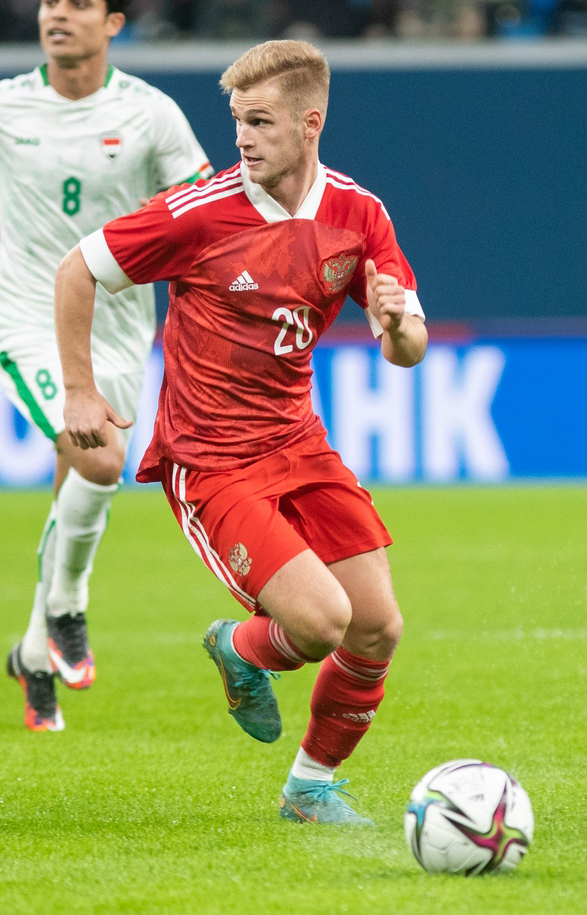
Пиняев в составе сборной России

26 марта 2022 года Сергей Пиняев, будучи игроком самарского клуба, в возрасте 17 лет и 144 дня провёл свою первую игру за молодёжную сборную России.
17 ноября 2022 года Пиняев вышел в стартовом составе главной сборной России на товарищеский матч с Таджикистаном и стал самым молодым футболистом в истории сборной — 18 лет и 15 дней. 26 марта 2023 года забил свой первый мяч за сборную России в товарищеском матче против сборной Ирака (2:0), став самым молодым автором гола в истории национальной команды.

## Достижения
- В списке 33 лучших футболистов чемпионата России (1): № 3 — 1 раз: 2022/2023
- Лауреат премии «Первая пятёрка»: 2022[25]

## Рекорды
- Самый молодой игрок дебютировавший в сборной России — в возрасте 18 лет и 15 дней[26]
- Самый молодой автор гола за сборную России — в возрасте 18 лет, 4 месяца и 24 дня[24]
- Самый молодой автор дубля в истории Кубка России — в возрасте 16 лет и 10 месяцев[27]
- Самый молодой автор гола в истории второго дивизиона России — в возрасте 15 лет, 9 месяцев и 10 дней[28]

## Статистика

### Клубная
| Выступление        | Выступление      | Выступление      | Лига | Лига | Кубки | Кубки | Итого | Итого |
| Клуб               | Лига             | Сезон            | Игры | Голы | Игры  | Голы  | Игры  | Голы  |
| ------------------ | ---------------- | ---------------- | ---- | ---- | ----- | ----- | ----- | ----- |
| Чертаново          | ФНЛ              | 2020/21          | 30   | 2    | 1     | 0     | 31    | 2     |
| Чертаново          | Итого            | Итого            | 30   | 2    | 1     | 0     | 31    | 2     |
| Крылья Советов     | Премьер-лига     | 2021/22          | 28   | 2    | 2     | 2     | 30    | 4     |
| Крылья Советов     | Премьер-лига     | 2022/23          | 11   | 3    | 4     | 1     | 15    | 4     |
| Крылья Советов     | Итого            | Итого            | 39   | 5    | 6     | 3     | 45    | 8     |
| Локомотив (Москва) | Премьер-лига     | 2022/23          | 9    | 2    | 3     | 0     | 12    | 2     |
| Локомотив (Москва) | Премьер-лига     | 2023/24          | 29   | 3    | 9     | 0     | 38    | 3     |
| Локомотив (Москва) | Премьер-лига     | 2024/25          | 28   | 5    | 10    | 6     | 38    | 11    |
| Локомотив (Москва) | Итого            | Итого            | 66   | 10   | 22    | 6     | 88    | 16    |
| Всего за карьеру   | Всего за карьеру | Всего за карьеру | 135  | 17   | 29    | 9     | 164   | 26    |

### Сборная
| Матчи Пиняева за сборную России | Матчи Пиняева за сборную России | Матчи Пиняева за сборную России | Матчи Пиняева за сборную России | Матчи Пиняева за сборную России | Матчи Пиняева за сборную России | Матчи Пиняева за сборную России |
| ------------------------------- | ------------------------------- | ------------------------------- | ------------------------------- | ------------------------------- | ------------------------------- | ------------------------------- |
| №                               | Дата                            | Оппонент                        | Счёт                            | Статистика                      | Соревнование                    |                                 |
| 1                               | 17 ноября 2022                  | Таджикистан                     | 0:0                             | 84 ( 84')                       | Товарищеский матч               |                                 |
| 2                               | 20 ноября 2022                  | Узбекистан                      | 0:0                             | 14 ( 76')                       | Товарищеский матч               |                                 |
| 3                               | 26 марта 2023                   | Ирак                            | 2:0                             | 71 ( 71')                       | Товарищеский матч               |                                 |
| 4                               | 12 октября 2023                 | Камерун                         | 1:0                             | 76 ( 76')                       | Товарищеский матч               |                                 |
| 5                               | 16 октября 2023                 | Кения                           | 2:2                             | 24 ( 66')                       | Товарищеский матч               |                                 |
| 6                               | 20 ноября 2023                  | Куба                            | 8:0                             | 45 ( 45')                       | Товарищеский матч               |                                 |
| 7                               | 5 сентября 2024                 | Вьетнам                         | 3:0                             | 63 ( 63')                       | Товарищеский матч               |                                 |
| 8                               | 19 ноября 2024                  | Сирия                           | 4:0                             | 64 ( 64')                       | Товарищеский матч               |                                 |

Итого: 8 матчей и 1 гол; 5 побед, 3 ничьих.